# یانتیه فریزه
یانتیه فریزه (انگلیسی: Jantje Friese) فیلم‌نامه‌نویس و تهیه‌کننده فیلم اهل آلمان است.

## شغل
در سال ۲۰۱۰ او تهیه‌کننده فیلم بلند سینمایی آخرین سکوت با همسرش باران بو اودار بود.
سال ۲۰۱۴ برای فیلم من کی هستم نامزد بهترین فیلمنامه جوایز فیلم آلمان شد اما موفق به دریافت نشد.
بوسیله معروفیت فیلم من کی هستم نتفلیکس به زوج فریزه و اودار پیشنهاد ساخت سریالی بر اساس همین فیلم را داد.
در نهایت فریزه و اودار به اولین سریال آلمانی نتفلیکس تاریک پیوستند.